# Hrvatsko društvo za medicinsku biokemiju i laboratorijsku medicinu
Hrvatsko društvo za medicinsku biokemiju i laboratorijsku medicinu (HDMBLM) je nacionalno, samostalno, dragovoljno i neprofitno strukovno udruženje medicinskih biokemičara osnovano s ciljem razvijanja i unaprjeđenja stručnog i znanstvenog rada medicinsko-biokemijske djelatnosti u Republici Hrvatskoj.
Područja djelovanja ovog društva su promocija medicinsko-biokemijske djelatnosti, provođenje vanjske procjene kvalitete u svim medicinsko-biokemijskim laboratorijima u Republici Hrvatskoj, te izdavanje znanstvenog časopisa "Biochemia Medica". Članovi društva su magistri medicinske biokemije, specijalisti medicinske biokemije, specijalisti analitičke toksikologije i druge srodne struke.

## Povijest
Hrvatsko društvo za medicinsku biokemiju (HDMB) osnovano je 1953. godine. Do 1988. godine je bilo dio Hrvatskog farmaceutskog društva, a nakon toga postalo je samostalno udruženje. Tijekom 2012.društvo mijenja naziv u "Hrvatsko društvo za medicinsku biokemiju i laboratorijsku medicinu" (HDMBLM), u skladu s aktualnim kretanjima u struci i preporukama europskih i svjetskih strukovnih udruženja. Danas obuhvaća preko 750 članova koje čine diplomirani inženjeri / magistri medicinske biokemije, specijalisti, magistri ili doktori znanosti, docenti i profesori uključeni u zdravstveni sustav, istraživanje, obrazovanje ili trgovinu.

## Ciljevi
Društvo sustavno radi na razvoju struke i znanosti iz područja medicinske biokemije i laboratorijske medicine kroz dragovoljni rad svih članova. Predstavlja nacionalne interese struke te upoznaje domaću i međunarodnu stručnu javnost sa zbivanjima u istoj. Osim toga, pruža pomoć članovima u ostvarivanju znanstvene izvrsnosti, te radi na održavanju i podizanju kvalitete medicinsko-biokemijskih laboratorija na području Republike Hrvatske. 

## Aktivnosti društva

### Redovne aktivnosti
Redovne aktivnosti uključuju organizaciju i održavanje radnih, znanstvenih i stručnih susreta svojih članova, e-seminare, godišnje simpozije, te svake tri godine nacionalni kongres s međunarodnim sudjelovanjem. Društvo također surađuje na promociji i razvijanju svih oblika nastave na području medicinske biokemije i laboratorijske medicine, kako na Farmaceutsko biokemijskom fakultetu tako i na drugim fakultetima, školama i učilištima zdravstvenog usmjerenja.

### Biochemia Medica
Društvo izdaje znanstveni časopis "Biochemia Medica" na engleskom jeziku tri puta godišnje. Časopis se indeksira u renomiranim citatnim bazama poput Medline, Pubmed Central (PMC), Science Citation Index Expanded (SCIE, Thomson Reuters), Journal Citation Reports/Science Edition (JCR, Thomson Reuters), EMBASE/Excerpta Medica, Scopus, CAS (Chemical Abstracts Service), EBSCO/Academic Search Complete, DOAJ (Directory of Open Access Journals). 

### CROQALM - nacionalni program vanjske kontrole kvalitete u laboratorijskoj medicini
Jedna od bitnih zadaća koju društvo redovito provodi od 1970. godine je vanjska procjena kvalitete rada svih medicinsko biokemijskih laboratorija u Republici Hrvatskoj. Programi vanjske procjene se osuvremenjuju i kontinuirano proširuju prema potrebama struke, a u skladu s europskim organizacijama za procjenu kvalitete rada (EQAL). Rezultati procjene temelj su ocjene medicinskih laboratorija koje provodi Hrvatska komora medicinskih biokemičara. Ovim putem pruža se sustavna, stručna, savjetodavna i edukacijska pomoć medicinsko-biokemijskim laboratorijima u usklađivanju rezultata pretraga i vrednovanju, kako na nacionalnoj tako i na međunarodnoj razini.

### Međunarodna članstva
HDMBLM surađuje sa stručnim i znanstvenim društvima za medicinsku biokemiju u drugim zemljama, pa je tako punopravni član Međunarodnog udruženja za kliničku kemiju (IFCC) od 1972. godine (kao član Jugoslavenskog društva medicinskih biokemičara), a od 1992. godine kao samostalno društvo. Od 1993. godine je član Foruma europskih društava kliničke kemije (FESCC), danas Europskog udruženja za kliničku kemiju i laboratorijsku medicinu (EFLM).